# Junior-VM i håndbold 1993 (kvinder)
Juniorverdensmesterskabet i håndbold 1993 for kvinder var det niende junior-VM i håndbold for kvinder. Mesterskabet blev arrangeret af International Handball Federation, og slutrunden med deltagelse af 16 hold blev afviklet i Bulgarien i perioden 3. – 12. september 1993.
Mesterskabet blev vundet af de forsvarende mestre Rusland (egentlig var Sovjetunionen forsvarende mestre) foran værtslandet Bulgarien og Sydkorea. Det var Sovjetunionen/Ruslands ottende junior-VM-guld (og ottende titel i træk), men for første gang i syv junior-VM-slutrunder tabte holdet en kamp undervejs. I finalen vandt Rusland med 24-17 over Bulgarien, som dermed opnåede holdets bedste resultat ved junior-VM indtil da. Bronzekampen endte med sydkoreansk sejr på 28-27 over Danmark.

## Slutrunde

### Indledende runde
De 16 hold spillede i den indledende runde i fire grupper med fire hold. Hver gruppe spillede en enkelturnering alle-mod-alle, og de tre bedst placerede hold i hver gruppe gik videre til hovedrunden om placeringerne 1-12, mens firerne gik videre placeringsrunden om 13.- til 16.-pladsen.

#### Gruppe A
| Dato | Kamp               | Res.  | Pause |
| ---- | ------------------ | ----- | ----- |
| ?    | Rumænien – Japan   | 35–22 | 19-11 |
| ?    | Rusland – Kina     | 29–13 | 13-60 |
| ?    | Japan – Rusland    | 23–35 | 11-19 |
| ?    | Kina – Rumænien    | 19–26 | 06-13 |
| ?    | Kina – Japan       | 25–28 | 14-14 |
| ?    | Rusland – Rumænien | 22–21 | 10-13 |

| Hold     | Kampe | Mål   | Point |
| -------- | ----- | ----- | ----- |
| Rusland  | 3     | 86-57 | 6     |
| Rumænien | 3     | 82-63 | 4     |
| Japan    | 3     | 73-95 | 2     |
| Kina     | 3     | 57-83 | 0     |

#### Gruppe B
| Dato | Kamp                 | Res.  | Pause |
| ---- | -------------------- | ----- | ----- |
| ?    | Sydkorea – Nordkorea | 29–22 | 12-11 |
| ?    | Tyskland – Ukraine   | 21–29 | 13-15 |
| ?    | Ukraine – Sydkorea   | 22–31 | 10-14 |
| ?    | Nordkorea – Tyskland | 17–22 | 11-14 |
| ?    | Nordkorea – Ukraine  | 18–28 | 12-13 |
| ?    | Sydkorea – Tyskland  | 23–25 | 13-12 |

| Hold      | Kampe | Mål   | Point |
| --------- | ----- | ----- | ----- |
| Sydkorea  | 3     | 83-69 | 4     |
| Ukraine   | 3     | 79-70 | 4     |
| Tyskland  | 3     | 68-69 | 4     |
| Nordkorea | 3     | 57-79 | 0     |

#### Gruppe C
| Dato | Kamp                     | Res.  | Pause |
| ---- | ------------------------ | ----- | ----- |
| ?    | Hviderusland – Algeriet  | 27–14 | 9-6   |
| ?    | Sverige – Bulgarien      | 19–28 | 07-15 |
| ?    | Algeriet – Sverige       | 19–21 | 08-11 |
| ?    | Bulgarien – Hviderusland | 25–23 | 14-14 |
| ?    | Bulgarien – Algeriet     | 32–22 | 15-60 |
| ?    | Sverige – Hviderusland   | 18–29 | 07-12 |

| Hold         | Kampe | Mål   | Point |
| ------------ | ----- | ----- | ----- |
| Bulgarien    | 3     | 85-64 | 6     |
| Hviderusland | 3     | 79-57 | 4     |
| Sverige      | 3     | 58-76 | 2     |
| Algeriet     | 3     | 55-80 | 0     |

#### Gruppe D
| Dato | Kamp                | Res.  | Pause |
| ---- | ------------------- | ----- | ----- |
| ?    | Danmark – Østrig    | 26–24 | 14-90 |
| ?    | Østrig – Polen      | 20–25 | 10-12 |
| ?    | Brasilien – Danmark | 18–23 | 09-14 |
| ?    | Østrig – Brasilien  | 25–15 | 10-80 |
| ?    | Danmark – Polen     | 27–13 | 12-60 |
| ?    | Polen – Brasilien   | 30–18 | 12-70 |

| Hold      | Kampe | Mål   | Point |
| --------- | ----- | ----- | ----- |
| Danmark   | 3     | 76-55 | 6     |
| Polen     | 3     | 68-65 | 4     |
| Østrig    | 3     | 69-66 | 2     |
| Brasilien | 3     | 51-78 | 0     |

### Placeringsrunde
I placeringsrunden spillede firerne fra de indledende grupper om placeringerne 13-16. De fire hold blev samlet i én gruppe, som spillede en enkeltturnering alle-mod-alle.
| Dato | Kamp                  | Res.  | Pause |
| ---- | --------------------- | ----- | ----- |
| ?    | Kina – Algeriet       | 32–19 | 17-80 |
| ?    | Nordkorea – Brasilien | 22–30 | 11-17 |
| ?    | Brasilien – Kina      | 20–19 | 13-90 |
| ?    | Algeriet – Nordkorea  | 15–19 | 8-9   |
| ?    | Kina – Nordkorea      | 25–27 | 15-14 |
| ?    | Algeriet – Brasilien  | 17–20 | 04-12 |

| Plac. | Hold      | Kampe | Mål   | Point |
| ----- | --------- | ----- | ----- | ----- |
| 13.   | Brasilien | 3     | 70-58 | 6     |
| 14.   | Nordkorea | 3     | 68-70 | 4     |
| 15.   | Kina      | 3     | 76-66 | 2     |
| 16.   | Algeriet  | 3     | 51-71 | 0     |

### Hovedrunde
I hovedrunden spillede vinderne, toerne og treerne fra de indledende grupper om placeringerne 1-12. De tolv hold blev inddelt i to nye grupper, som hver spillede en enkeltturnering alle-mod-alle, bortset fra at hold fra samme indledende gruppe ikke mødtes igen – i stedet blev resultaterne af holdenes indbyrdes opgør i den indledende runde ført med over til placeringsrunden.
Vinderne af de to grupper gik videre til VM-finalen, toerne gik videre til bronzekampen, treerne til kampen om 5.-pladsen, firerne til kampen om 7.-pladsen, femmerne til kampen om 9.-pladsen, mens sekserne måtte tage til takke med at spille om 7.-pladsen.

#### Gruppe I
| Dato | Kamp                | Res.  | Pause |
| ---- | ------------------- | ----- | ----- |
| ?    | Rusland – Tyskland  | 22–18 | 11-60 |
| ?    | Rumænien – Ukraine  | 19–19 | 9-8   |
| ?    | Japan – Sydkorea    | 21–36 | 09-20 |
| ?    | Ukraine – Rusland   | 18–21 | 09-10 |
| ?    | Sydkorea – Rumænien | 23–23 | 12-12 |
| ?    | Tyskland – Japan    | 25–26 | 15-14 |
| ?    | Japan – Ukraine     | 22–32 | 09-15 |
| ?    | Rumænien – Tyskland | 28–14 | 12-60 |
| ?    | Rusland – Sydkorea  | 21–25 | 10-11 |

| Hold     | Kampe | Mål     | Point |
| -------- | ----- | ------- | ----- |
| Rusland  | 5     | 121-105 | 8     |
| Sydkorea | 5     | 138-112 | 7     |
| Rumænien | 5     | 126-100 | 6     |
| Ukraine  | 5     | 120-114 | 5     |
| Tyskland | 5     | 103-128 | 2     |
| Japan    | 5     | 114-163 | 2     |

#### Gruppe II
| Dato | Kamp                   | Res.  | Pause |
| ---- | ---------------------- | ----- | ----- |
| ?    | Bulgarien – Østrig     | 33–28 | 17-13 |
| ?    | Hviderusland – Polen   | 20–26 | 10-11 |
| ?    | Sverige – Danmark      | 17–22 | 06-12 |
| ?    | Polen – Bulgarien      | 16–25 | 08-15 |
| ?    | Danmark – Hviderusland | 23–29 | 10-17 |
| ?    | Østrig – Sverige       | 20–21 | 13-11 |
| ?    | Sverige – Polen        | 23–22 | 12-11 |
| ?    | Hviderusland – Østrig  | 19–22 | 10-11 |
| ?    | Bulgarien – Danmark    | 24–22 | 13-10 |

| Hold         | Kampe | Mål     | Point |
| ------------ | ----- | ------- | ----- |
| Bulgarien    | 5     | 135-108 | 10    |
| Danmark      | 5     | 120-107 | 6     |
| Hviderusland | 5     | 120-114 | 4     |
| Polen        | 5     | 102-115 | 4     |
| Sverige      | 5     | 098-121 | 4     |
| Østrig       | 5     | 114-124 | 2     |

#### Placeringskampe og finaler
| Dato                | Kamp                    | Res.  | Pause |
| Kamp om 11.-pladsen |                         |       |       |
| ?                   | Østrig – Japan          | 34–33 | 13-17 |
| Kamp om 9.-pladsen  |                         |       |       |
| ?                   | Tyskland – Sverige      | 24–26 | 10-11 |
| Kamp om 7.-pladsen  |                         |       |       |
| ?                   | Polen – Ukraine         | 14–32 | 06-15 |
| Kamp om 5.-pladsen  |                         |       |       |
| ?                   | Rumænien – Hviderusland | 33–29 | 18-12 |
| Bronzekamp          |                         |       |       |
| ?                   | Danmark – Sydkorea      | 27–28 | 13-12 |
| Finale              |                         |       |       |
| ?                   | Rusland – Bulgarien     | 24–17 | 12-60 |

| Plac.  | Hold         |
| ------ | ------------ |
| Guld   | Rusland      |
| Sølv   | Bulgarien    |
| Bronze | Sydkorea     |
| 4.     | Danmark      |
| 5.     | Rumænien     |
| 6.     | Hviderusland |
| 7.     | Ukraine      |
| 8.     | Polen        |
| 9.     | Sverige      |
| 10.    | Tyskland     |
| 11.    | Østrig       |
| 12.    | Japan        |